# Gladsax socken
Gladsax socken i Skåne ingick i Järrestads härad, uppgick 1952 i Simrishamns stad och området ingår sedan 1971 i Simrishamns kommun och motsvarar från 2016 Gladsax distrikt.
Socknens areal är 25,44 kvadratkilometer varav 25,40 land. År 2000 fanns här 696 invånare. En del av orten Gröstorp, tätorten Baskemölla samt kyrkbyn Gladsax med sockenkyrkan Gladsax kyrka och med ruinerna efter Gladsax hus ligger i socknen.

## Administrativ historik
Socknen har medeltida ursprung. 
Vid kommunreformen 1862 övergick socknens ansvar för de kyrkliga frågorna till Gladsax församling och för de borgerliga frågorna bildades Gladsax landskommun. Landskommunen uppgick 1952 i Simrishamns stad som 1971 ombildades till Simrishamns kommun. Församlingen uppgick 2006 i Simrishamns församling.
1 januari 2016 inrättades distriktet Gladsax, med samma omfattning som församlingen hade 1999/2000.  
Socknen har tillhört län, fögderier, tingslag och domsagor enligt vad som beskrivs i artikeln Järrestads härad. De indelta soldaterna tillhörde Södra skånska infanteriregementet, Albo kompani och Skånska dragonregementet, Borreby skvadron, Svabeholms kompani.

## Geografi
Gladsax socken ligger väster och norr om Simrishamn med kusten till Östersjön i öster. Socknen är en odlingsbygd med kuperad skogsmark i norr.

## Fornlämningar
Tre gånggrifter och en hällkista från stenåldern är funna. Gravhögar som Kvex hög, en domarring samt en offersten  med skålgropar från brons- och järnåldern är funna.

## Namnet
Namnet skrevs 1322 Glathsyas och kommer från kyrkbyn. Förleden innehåller ett äldre ånamn bildat från glad, 'ljus, glänsande'. Efterleden innehåller sax, 'kniv, svärd' som kan vara ett noanamn för att beteckna att ån ansågs farlig..